# Crucispora
Crucispora là một chi nấm trong họ Agaricaceae.